# Puchar Heinekena (2003/2004)
Puchar Heinekena 2003/2004 – dziewiąta edycja Pucharu Heinekena, pierwszego poziomu europejskich klubowych rozgrywek w rugby union. Zawody odbyły się w dniach 5 grudnia 2003 – 23 maja 2004 roku.
Najwięcej punktów w sezonie zdobył Henry Paul, w klasyfikacji przyłożeń z sześcioma zwyciężyli zaś Nicolas Brusque i James Simpson-Daniel.

## Faza grupowa

### Grupa A
| 6 grudnia 200316:00 | Stade Français                                                                 | 26:15(16:5) | Leicester Tigers                       | Stade Jean-Bouin, Paryż Widzów: 11 848 Sędzia: Alan Lewis |
| 6 grudnia 200316:00 | Brian Liebenberg 5 (P) Diego Domínguez 16 (2pd 4K) Juan Martín Hernández 5 (P) | 26:15(16:5) | Ramiro Pez 10 (P pd K) Sam Vesty 5 (P) | Stade Jean-Bouin, Paryż Widzów: 11 848 Sędzia: Alan Lewis |

| 7 grudnia 200314:30 | Dragons                                                       | 24:15(11:9) | Ulster                     | Rodney Parade, Newport Widzów: 5 500 Sędzia: Roy Maybank |
| 7 grudnia 200314:30 | Ben Breeze 5 (P) Lee Jarvis 14 (pd 4K) Percy Montgomery 5 (P) | 24:15(11:9) | David Humphreys 15 (dg 4K) | Rodney Parade, Newport Widzów: 5 500 Sędzia: Roy Maybank |
| 7 grudnia 200314:30 | Simon Best                                                    | 24:15(11:9) |                            | Rodney Parade, Newport Widzów: 5 500 Sędzia: Roy Maybank |

| 12 grudnia 200319:30 | Ulster                                         | 22:20(9:11) | Stade Français                                                       | Ravenhill Stadium, Belfast Widzów: 10 243 Sędzia: Nigel Williams |
| 12 grudnia 200319:30 | David Humphreys 17 (pd 5K) Paddy Wallace 5 (P) | 22:20(9:11) | Brian Liebenberg 3 (dg) Diego Domínguez 12 (4K) Pierre Rabadan 5 (P) | Ravenhill Stadium, Belfast Widzów: 10 243 Sędzia: Nigel Williams |

| 14 grudnia 200315:00 | Leicester Tigers                                                              | 34:3(20:0) | Dragons                | Welford Road, Leicester Widzów: 15 093 Sędzia: Joël Dumé |
| 14 grudnia 200315:00 | Leon Lloyd 5 (P) Neil Baxter 5 (P) Ollie Smith 10 (2P) Ramiro Pez 14 (4pd 2K) | 34:3(20:0) | Percy Montgomery 3 (K) | Welford Road, Leicester Widzów: 15 093 Sędzia: Joël Dumé |
| 14 grudnia 200315:00 | Hal Luscombe                                                                  | 34:3(20:0) |                        | Welford Road, Leicester Widzów: 15 093 Sędzia: Joël Dumé |

| 10 stycznia 200414:30 | Dragons                                                                            | 20:12(10:3) | Stade Français              | Rodney Parade, Newport Widzów: 5 782 Sędzia: Tony Spreadbury |
| 10 stycznia 200414:30 | Andy Marinos 5 (P) Hal Luscombe 5 (P) Lee Jarvis 3 (dg) Percy Montgomery 7 (2pd K) | 20:12(10:3) | Diego Domínguez 12 (4K)     | Rodney Parade, Newport Widzów: 5 782 Sędzia: Tony Spreadbury |
| 10 stycznia 200414:30 | Gareth Baber · Ross Beattie                                                        | 20:12(10:3) | Rémy Martin · Pablo Lemoine | Rodney Parade, Newport Widzów: 5 782 Sędzia: Tony Spreadbury |

| 11 stycznia 200413:00 | Ulster                                                                              | 33:0(28:0) | Leicester Tigers | Ravenhill Stadium, Belfast Widzów: 12 300 Sędzia: Joël Jutge |
| 11 stycznia 200413:00 | Andy Ward 10 (2P) David Humphreys 13 (2pd 3K) Shane Stewart 5 (P) Tyrone Howe 5 (P) | 33:0(28:0) |                  | Ravenhill Stadium, Belfast Widzów: 12 300 Sędzia: Joël Jutge |

| 17 stycznia 200415:00 | Leicester Tigers                                                                                            | 49:7(24:0) | Ulster                                     | Welford Road, Leicester Widzów: 16 815 Sędzia: Nigel Williams |
| 17 stycznia 200415:00 | Jaco van der Westhuyzen 5 (P) Leon Lloyd 10 (2P) Martin Johnson 5 (P) Neil Back 5 (P) Sam Vesty 24 (3pd 6K) | 49:7(24:0) | David Humphreys 2 (pd) James Topping 5 (P) | Welford Road, Leicester Widzów: 16 815 Sędzia: Nigel Williams |
| 17 stycznia 200415:00 | Andy Ward                                                                                                   | 49:7(24:0) |                                            | Welford Road, Leicester Widzów: 16 815 Sędzia: Nigel Williams |

| 18 stycznia 200415:00 | Stade Français | 37:0(27:0) | Dragons | Stade Jean-Bouin, Paryż Widzów: 8 888 Sędzia: Giulio De Santis |
| 18 stycznia 200415:00 | Christophe Dominici 5 (P) Diego Domínguez 12 (3pd 2K) Ignacio Corleto 5 (P) Mathieu Blin 10 (2P) Pierre Rabadan 5 (P) | 37:0(27:0) |         | Stade Jean-Bouin, Paryż Widzów: 8 888 Sędzia: Giulio De Santis |
| 18 stycznia 200415:00 | Adam Black · Hal Luscombe · Jason Forster                                                                             | 37:0(27:0) |         | Stade Jean-Bouin, Paryż Widzów: 8 888 Sędzia: Giulio De Santis |

| 24 stycznia 200416:00 | Stade Français                                    | 13:10(7:10) | Ulster                      | Stade Jean-Bouin, Paryż Widzów: 10 284 Sędzia: Chris White |
| 24 stycznia 200416:00 | Diego Domínguez 8 (pd 2K) Sylvain Marconnet 5 (P) | 13:10(7:10) | David Humphreys 10 (P pd K) | Stade Jean-Bouin, Paryż Widzów: 10 284 Sędzia: Chris White |
| 24 stycznia 200416:00 | Arnaud Marchois                                   | 13:10(7:10) | Andy Ward                   | Stade Jean-Bouin, Paryż Widzów: 10 284 Sędzia: Chris White |

| 24 stycznia 200417:00 | Dragons                                       | 20:26(9:12) | Leicester Tigers                                                                                           | Rodney Parade, Newport Widzów: 8 319 Sędzia: Joël Jutge |
| 24 stycznia 200417:00 | Lee Jarvis 6 (2dg) Percy Montgomery 14 (P 3K) | 20:26(9:12) | Dorian West 5 (P) Henry Tuilagi 5 (P) Jaco van der Westhuyzen 10 (2P) Sam Vesty 2 (pd) Steve Booth 4 (2pd) | Rodney Parade, Newport Widzów: 8 319 Sędzia: Joël Jutge |
| 24 stycznia 200417:00 | Ian Gough                                     | 20:26(9:12) | Will Johnson                                                                                               | Rodney Parade, Newport Widzów: 8 319 Sędzia: Joël Jutge |

| 30 stycznia 200419:45 | Leicester Tigers                                                  | 13:26(10:13) | Stade Français                                      | Welford Road, Leicester Widzów: 16 815 Sędzia: Alain Rolland |
| 30 stycznia 200419:45 | Harry Ellis 5 (P) Jaco van der Westhuyzen 3 (K) Ollie Smith 5 (P) | 13:26(10:13) | Arnaud Marchois 5 (P) Diego Domínguez 21 (P 2pd 4K) | Welford Road, Leicester Widzów: 16 815 Sędzia: Alain Rolland |
| 30 stycznia 200419:45 | Christophe Dominici                                               | 13:26(10:13) |                                                     | Welford Road, Leicester Widzów: 16 815 Sędzia: Alain Rolland |

| 30 stycznia 200419:45 | Ulster                                                            | 22:0(22:0) | Dragons | Ravenhill Stadium, Belfast Widzów: 11 925 Sędzia: Joël Dumé |
| 30 stycznia 200419:45 | David Humphreys 12 (P 2pd K) Paul Shields 5 (P) Tyrone Howe 5 (P) | 22:0(22:0) |         | Ravenhill Stadium, Belfast Widzów: 11 925 Sędzia: Joël Dumé |
| 30 stycznia 200419:45 | Michael Owen                                                      | 22:0(22:0) |         | Ravenhill Stadium, Belfast Widzów: 11 925 Sędzia: Joël Dumé |

### Grupa B
| 7 grudnia 200313:00 | Edynburg                                                                             | 23:16(6:13) | Tuluza                                                                    | Meadowbank Stadium, Edynburg Widzów: 3 520 Sędzia: Nigel Williams |
| 7 grudnia 200313:00 | Brendan Laney 10 (P pd K) Chris Paterson 3 (K) Nathan Hines 5 (P) Scott Murray 5 (P) | 23:16(6:13) | Benoit Baby 3 (K) Jean-Baptiste Élissalde 8 (pd 2K) Yannick Jauzion 5 (P) | Meadowbank Stadium, Edynburg Widzów: 3 520 Sędzia: Nigel Williams |

| 7 grudnia 200314:30 | Leeds Tykes                                                    | 29:20(20:7) | Neath-Swansea Ospreys                                             | Headingley Stadium, Leeds Widzów: 3 755 Sędzia: Gregg Davies |
| 7 grudnia 200314:30 | Aaron Persico 5 (P) Andre Snyman 5 (P) Gordon Ross 19 (2pd 5K) | 29:20(20:7) | Scott Gibbs 5 (P) Shane Williams 5 (P) Shaun Connor 10 (2pd dg K) | Headingley Stadium, Leeds Widzów: 3 755 Sędzia: Gregg Davies |

| 12 grudnia 200319:30 | Neath-Swansea Ospreys                                   | 16:32(3:18) | Edynburg                                                                                   | St. Helens Ground, Swansea Widzów: 1 822 Sędzia: Dave Pearson |
| 12 grudnia 200319:30 | Dave Tiueti 5 (P) Scott Gibbs 5 (P) Shaun Connor 6 (2K) | 16:32(3:18) | Chris Paterson 17 (P 3pd 2K) Craig Joiner 5 (P) Hugo Southwell 5 (P) Todd Blackadder 5 (P) | St. Helens Ground, Swansea Widzów: 1 822 Sędzia: Dave Pearson |
| 12 grudnia 200319:30 | Gareth Llewellyn                                        | 16:32(3:18) | Nathan Hines                                                                               | St. Helens Ground, Swansea Widzów: 1 822 Sędzia: Dave Pearson |

| 12 grudnia 200319:30 | Tuluza                                                               | 19:3(9:0) | Leeds Tykes                  | Stade Ernest-Wallon, Tuluza Widzów: 12 500 Sędzia: Nigel Owens |
| 12 grudnia 200319:30 | Frédéric Michalak 12 (4K) Yann Delaigue 2 (pd) Yannick Jauzion 5 (P) | 19:3(9:0) | Tim Walsh 3 (K)              | Stade Ernest-Wallon, Tuluza Widzów: 12 500 Sędzia: Nigel Owens |
| 12 grudnia 200319:30 | Patrice Collazo                                                      | 19:3(9:0) | Dan Scarbrough · Gary Powell | Stade Ernest-Wallon, Tuluza Widzów: 12 500 Sędzia: Nigel Owens |

| 9 stycznia 200419:30 | Edynburg                                 | 19:9(6:9) | Leeds Tykes      | Meadowbank Stadium, Edynburg Widzów: 5 056 Sędzia: Hugh Watkins |
| 9 stycznia 200419:30 | Brendan Laney 14 (pd 4K) Doug Hall 5 (P) | 19:9(6:9) | Tim Walsh 9 (3K) | Meadowbank Stadium, Edynburg Widzów: 5 056 Sędzia: Hugh Watkins |
| 9 stycznia 200419:30 | Phil Murphy                              | 19:9(6:9) |                  | Meadowbank Stadium, Edynburg Widzów: 5 056 Sędzia: Hugh Watkins |

| 10 stycznia 200416:00 | Tuluza | 29:6(15:3) | Neath-Swansea Ospreys | Stade Ernest-Wallon, Tuluza Widzów: 11 600 Sędzia: Giulio De Santis |
| 10 stycznia 200416:00 | Cedric Heymans 5 (P) Clément Poitrenaud 5 (P) Frédéric Michalak 7 (2pd K) Jean-Baptiste Élissalde 7 (P pd) Yannick Jauzion 5 (P) | 29:6(15:3) | Gavin Henson 6 (2K)   | Stade Ernest-Wallon, Tuluza Widzów: 11 600 Sędzia: Giulio De Santis |
| 10 stycznia 200416:00 | Andy Newman | 29:6(15:3) |                       | Stade Ernest-Wallon, Tuluza Widzów: 11 600 Sędzia: Giulio De Santis |

| 16 stycznia 200419:45 | Neath-Swansea Ospreys  | 11:29(6:29) | Tuluza                                                                                 | The Gnoll, Neath Widzów: 4 378 Sędzia: Chris White |
| 16 stycznia 200419:45 | Gavin Henson 11 (P 2K) | 11:29(6:29) | Benoit Baby 5 (P) Frédéric Michalak 6 (3pd) Vincent Clerc 15 (3P) Yann Delaigue 3 (dg) | The Gnoll, Neath Widzów: 4 378 Sędzia: Chris White |

| 18 stycznia 200413:00 | Leeds Tykes                                                            | 0:23(0:10) | Edynburg | Headingley Stadium, Leeds Widzów: 3 354 Sędzia: Donal Courtney |
| 18 stycznia 200413:00 | Brendan Laney 13 (2pd dg 2K) Marcus di Rollo 5 (P) Simon Webster 5 (P) | 0:23(0:10) |          | Headingley Stadium, Leeds Widzów: 3 354 Sędzia: Donal Courtney |
| 18 stycznia 200413:00 | Dan Hyde                                                               | 0:23(0:10) |          | Headingley Stadium, Leeds Widzów: 3 354 Sędzia: Donal Courtney |

| 23 stycznia 200419:30 | Edynburg                                           | 33:15(16:12) | Neath-Swansea Ospreys | Meadowbank Stadium, Edynburg Widzów: 4 820 Sędzia: Eric Darriere |
| 23 stycznia 200419:30 | Allister Hogg 10 (2P) Brendan Laney 23 (2P 2pd 3K) | 33:15(16:12) | Gavin Henson 15 (5K)  | Meadowbank Stadium, Edynburg Widzów: 4 820 Sędzia: Eric Darriere |
| 23 stycznia 200419:30 | Allan Jacobsen                                     | 33:15(16:12) | James Bater           | Meadowbank Stadium, Edynburg Widzów: 4 820 Sędzia: Eric Darriere |

| 25 stycznia 200413:00 | Leeds Tykes                                                                      | 22:31(3:3) | Tuluza                                                                                                   | Headingley Stadium, Leeds Widzów: 4 352 Sędzia: Gregg Davies |
| 25 stycznia 200413:00 | Dan Scarbrough 5 (P) Diego Albanese 5 (P) Gordon Ross 7 (2pd K) Mark Regan 5 (P) | 22:31(3:3) | Cédric Desbrosse 5 (P) Christian Labit 10 (2P) Jean-Baptiste Élissalde 11 (4pd K) Nicolas Jeanjean 5 (P) | Headingley Stadium, Leeds Widzów: 4 352 Sędzia: Gregg Davies |
| 25 stycznia 200413:00 | Vincent Clerc                                                                    | 22:31(3:3) | | Headingley Stadium, Leeds Widzów: 4 352 Sędzia: Gregg Davies |

| 31 stycznia 200415:00 | Neath-Swansea Ospreys                     | 10:3(10:0) | Leeds Tykes       | St. Helens Ground, Swansea Widzów: 3 312 Sędzia: Rob Dickson |
| 31 stycznia 200415:00 | Andy Williams 5 (P) Gavin Henson 5 (pd K) | 10:3(10:0) | Gordon Ross 3 (K) | St. Helens Ground, Swansea Widzów: 3 312 Sędzia: Rob Dickson |
| 31 stycznia 200415:00 | Gavin Kerr                                | 10:3(10:0) |                   | St. Helens Ground, Swansea Widzów: 3 312 Sędzia: Rob Dickson |

| 31 stycznia 200416:00 | Tuluza | 33:0(33:0) | Edynburg | Stade Ernest-Wallon, Tuluza Widzów: 18 184 Sędzia: Chris White |
| 31 stycznia 200416:00 | Christian Labit 5 (P) Clément Poitrenaud 5 (P) Isitolo Maka 5 (P) Jean-Baptiste Élissalde 13 (2pd 3K) Yannick Bru 5 (P) | 33:0(33:0) |          | Stade Ernest-Wallon, Tuluza Widzów: 18 184 Sędzia: Chris White |
| 31 stycznia 200416:00 | Simon Taylor | 33:0(33:0) |          | Stade Ernest-Wallon, Tuluza Widzów: 18 184 Sędzia: Chris White |

### Grupa C
| 6 grudnia 200315:00 | Leinster                                                                           | 32:6(15:3) | Biarritz                  | Lansdowne Road, Dublin Widzów: 7 200 Sędzia: Dave Pearson |
| 6 grudnia 200315:00 | Ben Gissing 5 (P) Brian O’Meara 12 (3pd 2K) Eric Miller 5 (P) Shane Horgan 10 (2P) | 32:6(15:3) | Dimitri Yachvili 6 (dg K) | Lansdowne Road, Dublin Widzów: 7 200 Sędzia: Dave Pearson |
| 6 grudnia 200315:00 | Brian O’Driscoll                                                                   | 32:6(15:3) | Olivier Nauroy            | Lansdowne Road, Dublin Widzów: 7 200 Sędzia: Dave Pearson |

| 6 grudnia 200317:00 | Sale Sharks                                                                                  | 26:24(10:14) | Cardiff Blues                                                   | Edgeley Park, Stockport Widzów: 10 541 Sędzia: Joël Dumé |
| 6 grudnia 200317:00 | Andrew Sheridan 5 (P) Braam van Straaten 13 (2pd 3K) Charlie Hodgson 3 (dg) Mark Cueto 5 (P) | 26:24(10:14) | Iestyn Harris 14 (pd 4K) Nathan Thomas 5 (P) Tom Shanklin 5 (P) | Edgeley Park, Stockport Widzów: 10 541 Sędzia: Joël Dumé |
| 6 grudnia 200317:00 | Andrew Sheridan                                                                              | 26:24(10:14) |                                                                 | Edgeley Park, Stockport Widzów: 10 541 Sędzia: Joël Dumé |

| 12 grudnia 200319:45 | Cardiff Blues                               | 19:24(9:13) | Leinster                                                         | Cardiff Arms Park, Cardiff Widzów: 5 000 Sędzia: Joël Jutge |
| 12 grudnia 200319:45 | Iestyn Harris 14 (pd 4K) Tom Shanklin 5 (P) | 19:24(9:13) | Brian O’Meara 14 (pd 4K) John McWeeney 5 (P) Keith Gleeson 5 (P) | Cardiff Arms Park, Cardiff Widzów: 5 000 Sędzia: Joël Jutge |

| 13 grudnia 200318:30 | Biarritz                                                                                  | 31:3(14:3) | Sale Sharks              | Parc des Sports Aguiléra, Biarritz Widzów: 7 000 Sędzia: Donal Courtney |
| 13 grudnia 200318:30 | Dimitri Yachvili 11 (4pd K) Jimmy Marlu 10 (2P) Nicolas Brusque 5 (P) Ovidiu Tonita 5 (P) | 31:3(14:3) | Braam van Straaten 3 (K) | Parc des Sports Aguiléra, Biarritz Widzów: 7 000 Sędzia: Donal Courtney |

| 9 stycznia 200419:45 | Leinster                                                               | 22:23(13:20) | Sale Sharks                                                        | Lansdowne Road, Dublin Widzów: 14 200 Sędzia: Nigel Whitehouse |
| 9 stycznia 200419:45 | Brian O’Meara 14 (pd dg 3K) Gordon D’Arcy 3 (dg) Reggie Corrigan 5 (P) | 22:23(13:20) | Charlie Hodgson 13 (2pd dg 2K) Chris Jones 5 (P) Jason White 5 (P) | Lansdowne Road, Dublin Widzów: 14 200 Sędzia: Nigel Whitehouse |
| 9 stycznia 200419:45 | Victor Costello                                                        | 22:23(13:20) | Dean Schofield                                                     | Lansdowne Road, Dublin Widzów: 14 200 Sędzia: Nigel Whitehouse |

| 10 stycznia 200418:00 | Biarritz                                                                                  | 35:20(22:13) | Cardiff Blues                                                                        | Parc des Sports Aguiléra, Biarritz Widzów: 5 321 Sędzia: Dave Pearson |
| 10 stycznia 200418:00 | Dimitri Yachvili 15 (3pd 3K) Jérôme Thion 5 (P) Petru Balan 5 (P) Philippe Bidabe 10 (2P) | 35:20(22:13) | Craig Morgan 5 (P) Gareth Williams 5 (P) Iestyn Harris 5 (pd K) Nicky Robinson 5 (P) | Parc des Sports Aguiléra, Biarritz Widzów: 5 321 Sędzia: Dave Pearson |
| 10 stycznia 200418:00 | Craig Quinnell · Rob Appleyard                                                            | 35:20(22:13) |                                                                                      | Parc des Sports Aguiléra, Biarritz Widzów: 5 321 Sędzia: Dave Pearson |

| 17 stycznia 200414:30 | Cardiff Blues                                                        | 21:20(13:15) | Biarritz                                                             | Cardiff Arms Park, Cardiff Widzów: 4 974 Sędzia: Alan Lewis |
| 17 stycznia 200414:30 | Gareth Williams 5 (P) Jamie Robinson 5 (P) Nicky Robinson 11 (pd 3K) | 21:20(13:15) | David Couzinet 10 (2P) Dimitri Yachvili 5 (pd K) Ovidiu Tonita 5 (P) | Cardiff Arms Park, Cardiff Widzów: 4 974 Sędzia: Alan Lewis |
| 17 stycznia 200414:30 | David Couzinet                                                       | 21:20(13:15) |                                                                      | Cardiff Arms Park, Cardiff Widzów: 4 974 Sędzia: Alan Lewis |

| 18 stycznia 200415:00 | Sale Sharks                                                           | 16:23(16:13) | Leinster                                                          | Edgeley Park, Stockport Widzów: 10 417 Sędzia: Rob Dickson |
| 18 stycznia 200415:00 | Braam van Straaten 3 (K) Charlie Hodgson 8 (pd 2K) Steve Hanley 5 (P) | 16:23(16:13) | Brendan Burke 5 (P) Brian O’Meara 13 (2pd 3K) John McWeeney 5 (P) | Edgeley Park, Stockport Widzów: 10 417 Sędzia: Rob Dickson |

| 23 stycznia 200419:45 | Leinster                                 | 20:17(17:10) | Cardiff Blues                                                     | Lansdowne Road, Dublin Widzów: 23 463 Sędzia: Tony Spreadbury |
| 23 stycznia 200419:45 | Brian O’Meara 15 (5K) Matthew Leek 5 (P) | 20:17(17:10) | Craig Quinnell 5 (P) Jim Brownrigg 5 (P) Nicky Robinson 7 (2pd K) | Lansdowne Road, Dublin Widzów: 23 463 Sędzia: Tony Spreadbury |
| 23 stycznia 200419:45 | Craig Quinnell                           | 20:17(17:10) |                                                                   | Lansdowne Road, Dublin Widzów: 23 463 Sędzia: Tony Spreadbury |

| 25 stycznia 200415:00 | Sale Sharks                                                                               | 0:15(0:7) | Biarritz | Edgeley Park, Stockport Widzów: 6 421 Sędzia: Alain Rolland |
| 25 stycznia 200415:00 | Denis Avril 5 (P) Dimitri Yachvili 2 (pd) Julien Peyrelongue 3 (dg) Nicolas Brusque 5 (P) | 0:15(0:7) |          | Edgeley Park, Stockport Widzów: 6 421 Sędzia: Alain Rolland |
| 25 stycznia 200415:00 | Petru Balan                                                                               | 0:15(0:7) |          | Edgeley Park, Stockport Widzów: 6 421 Sędzia: Alain Rolland |

| 31 stycznia 200415:00 | Cardiff Blues                                                     | 22:7(12:7) | Sale Sharks                                   | Cardiff Arms Park, Cardiff Widzów: 5 242 Sędzia: David McHugh |
| 31 stycznia 200415:00 | Jamie Robinson 5 (P) Nicky Robinson 7 (2pd K) Rhys Williams 5 (P) | 22:7(12:7) | Braam van Straaten 2 (pd) Johnny Roddam 5 (P) | Cardiff Arms Park, Cardiff Widzów: 5 242 Sędzia: David McHugh |
| 31 stycznia 200415:00 | Ken Fourie                                                        | 22:7(12:7) |                                               | Cardiff Arms Park, Cardiff Widzów: 5 242 Sędzia: David McHugh |

| 31 stycznia 200416:00 | Biarritz                                                                                   | 32:21(10:7) | Leinster                                                          | Parc des Sports Aguiléra, Biarritz Widzów: 8 500 Sędzia: Nigel Williams |
| 31 stycznia 200416:00 | Dimitri Yachvili 12 (P 2pd K) Jimmy Marlu 5 (P) Nicolas Brusque 10 (2P) Serge Betsen 5 (P) | 32:21(10:7) | Brian O’Meara 2 (pd) Girvan Dempsey 9 (P 2pd) Keith Gleeson 5 (P) | Parc des Sports Aguiléra, Biarritz Widzów: 8 500 Sędzia: Nigel Williams |
| 31 stycznia 200416:00 | Ben Gissing                                                                                | 32:21(10:7) |                                                                   | Parc des Sports Aguiléra, Biarritz Widzów: 8 500 Sędzia: Nigel Williams |

### Grupa D
| 5 grudnia 200319:45 | Scarlets                                  | 14:9(8:3) | Northampton Saints                    | Stradey Park, Llanelli Widzów: 9 128 Sędzia: David McHugh |
| 5 grudnia 200319:45 | Scott Quinnell 5 (P) Stephen Jones 9 (3K) | 14:9(8:3) | Paul Grayson 6 (2K) Shane Drahm 3 (K) | Stradey Park, Llanelli Widzów: 9 128 Sędzia: David McHugh |

| 6 grudnia 200319:30 | Agen | 27:8(19:3) | Border                                       | Stade Armandie, Agen Widzów: 7 000 Sędzia: Giulio De Santis |
| 6 grudnia 200319:30 | Christophe Coro 5 (P) François Gelez 3 (K) Jérome Miquel 4 (2pd) Luc Lafforgue 10 (2P) Omar Hasan 5 (P) | 27:8(19:3) | Andrew Turnbull 5 (P) Gareth Morton 3 (K)    | Stade Armandie, Agen Widzów: 7 000 Sędzia: Giulio De Santis |
| 6 grudnia 200319:30 | Sorin Socol · Jérome Miquel                                                                             | 27:8(19:3) | Campbell Feather · Daniel Kane · Tony Walker | Stade Armandie, Agen Widzów: 7 000 Sędzia: Giulio De Santis |

| 13 grudnia 200315:00 | Northampton Saints                                        | 25:10(6:7) | Agen                                         | Franklin’s Gardens, Northampton Widzów: 11 523 Sędzia: Nigel Whitehouse |
| 13 grudnia 200315:00 | Ben Cohen 15 (3P) Paul Grayson 10 (2pd 2K)                | 25:10(6:7) | François Gelez 5 (pd K) Pepito Elhorga 5 (P) | Franklin’s Gardens, Northampton Widzów: 11 523 Sędzia: Nigel Whitehouse |
| 13 grudnia 200315:00 | François Gelez · Jean-Michel Parent · Jean-Jacques Crenca | 25:10(6:7) |                                              | Franklin’s Gardens, Northampton Widzów: 11 523 Sędzia: Nigel Whitehouse |

| 14 grudnia 200313:00 | Border                                       | 10:41(7:14) | Scarlets                                                                                                | Netherdale, Galashiels Widzów: 3 250 Sędzia: Roy Maybank |
| 14 grudnia 200313:00 | Gareth Morton 5 (pd K) Gregor Townsend 5 (P) | 10:41(7:14) | Barry Davies 10 (2P) Dwayne Peel 5 (P) Garan Evans 5 (P) Scott Quinnell 5 (P) Stephen Jones 16 (2pd 4K) | Netherdale, Galashiels Widzów: 3 250 Sędzia: Roy Maybank |
| 14 grudnia 200313:00 | Andy Rennick                                 | 10:41(7:14) | Phil John                                                                                               | Netherdale, Galashiels Widzów: 3 250 Sędzia: Roy Maybank |

| 9 stycznia 200419:30 | Scarlets                                      | 19:15(13:10) | Agen                                                            | Stradey Park, Llanelli Widzów: 9 438 Sędzia: David McHugh |
| 9 stycznia 200419:30 | Scott Quinnell 5 (P) Stephen Jones 14 (pd 4K) | 19:15(13:10) | Jérome Miquel 5 (pd K) Mathieu Dourthe 5 (P) Noël Curnier 5 (P) | Stradey Park, Llanelli Widzów: 9 438 Sędzia: David McHugh |

| 10 stycznia 200415:00 | Northampton Saints                                                      | 20:3(10:3) | Border              | Franklin’s Gardens, Northampton Widzów: 11 713 Sędzia: Alain Rolland |
| 10 stycznia 200415:00 | Darren Fox 5 (P) Nick Beal 5 (P) Oriol Ripol 5 (P) Shane Drahm 5 (pd K) | 20:3(10:3) | Clark Laidlaw 3 (K) | Franklin’s Gardens, Northampton Widzów: 11 713 Sędzia: Alain Rolland |

| 16 stycznia 200419:30 | Border                       | 3:39(3:27) | Northampton Saints | Netherdale, Galashiels Widzów: 3 420 Sędzia: Eric Darriere |
| 16 stycznia 200419:30 | Tanner Vili 3 (K)            | 3:39(3:27) | Ben Cohen 10 (2P) Bruce Reihana 5 (P) John Leslie 5 (P) Mark Connors 5 (P) Oriol Ripol 5 (P) Paul Grayson 7 (2pd K) Shane Drahm 2 (pd) | Netherdale, Galashiels Widzów: 3 420 Sędzia: Eric Darriere |
| 16 stycznia 200419:30 | Bruce Douglas · Craig Dunlea | 3:39(3:27) | Brett Sturgess · Tom Smith | Netherdale, Galashiels Widzów: 3 420 Sędzia: Eric Darriere |

| 17 stycznia 200416:00 | Agen                                            | 22:15(19:3) | Scarlets              | Stade Armandie, Agen Widzów: 7 000 Sędzia: Eric Darriere |
| 17 stycznia 200416:00 | Conrad Stoltz 5 (P) Jérome Miquel 17 (pd dg 4K) | 22:15(19:3) | Stephen Jones 15 (5K) | Stade Armandie, Agen Widzów: 7 000 Sędzia: Eric Darriere |

| 23 stycznia 200420:00 | Agen                         | 6:19(3:6) | Northampton Saints                          | Stade Armandie, Agen Widzów: 8 000 Sędzia: Alan Lewis |
| 23 stycznia 200420:00 | François Gelez 6 (2K)        | 6:19(3:6) | Bruce Reihana 5 (P) Paul Grayson 14 (pd 4K) | Stade Armandie, Agen Widzów: 8 000 Sędzia: Alan Lewis |
| 23 stycznia 200420:00 | Luc Lafforgue · Meaher Kahla | 6:19(3:6) | Ben Cohen                                   | Stade Armandie, Agen Widzów: 8 000 Sędzia: Alan Lewis |

| 24 stycznia 200415:00 | Scarlets | 53:7(25:0) | Border                                  | Stradey Park, Llanelli Widzów: 7 393 Sędzia: Dave Pearson |
| 24 stycznia 200415:00 | Aled Gravelle 5 (P) Gareth Bowen 18 (P 5pd K) John Davies 5 (P) Mark Jones 5 (P) Matthew Watkins 5 (P) Salesi Finau 5 (P) Scott Quinnell 10 (2P) | 53:7(25:0) | Kevin Utterson 5 (P) Tanner Vili 2 (pd) | Stradey Park, Llanelli Widzów: 7 393 Sędzia: Dave Pearson |
| 24 stycznia 200415:00 | Scott Quinnell | 53:7(25:0) | Daniel Kane                             | Stradey Park, Llanelli Widzów: 7 393 Sędzia: Dave Pearson |

| 1 lutego 200415:00 | Northampton Saints  | 9:18(6:8) | Scarlets                                                      | Franklin’s Gardens, Northampton Widzów: 12 031 Sędzia: Donal Courtney |
| 1 lutego 200415:00 | Paul Grayson 9 (3K) | 9:18(6:8) | Barry Davies 5 (P) Dafydd Jones 5 (P) Stephen Jones 8 (pd 2K) | Franklin’s Gardens, Northampton Widzów: 12 031 Sędzia: Donal Courtney |

| 1 lutego 200415:00 | Border                                 | 8:3(3:3) | Agen                 | Netherdale, Galashiels Widzów: 1 325 Sędzia: Hugh Watkins |
| 1 lutego 200415:00 | Scott Paterson 5 (P) Tanner Vili 3 (K) | 8:3(3:3) | François Gelez 3 (K) | Netherdale, Galashiels Widzów: 1 325 Sędzia: Hugh Watkins |
| 1 lutego 200415:00 | Andy Rennick                           | 8:3(3:3) | Meaher Kahla         | Netherdale, Galashiels Widzów: 1 325 Sędzia: Hugh Watkins |

### Grupa E
| 6 grudnia 200314:30 | Benetton                                                       | 12:33(12:15) | Gloucester                                                                                   | Stadio comunale di Monigo, Treviso Widzów: 3 500 Sędzia: Hugh Watkins |
| 6 grudnia 200314:30 | Gonzalo Canale 5 (P) Stuart Legg 2 (pd) Tommaso Visentin 5 (P) | 12:33(12:15) | Adam Eustace 5 (P) Henry Paul 13 (2pd 3K) James Simpson-Daniel 5 (P) Junior Paramore 10 (2P) | Stadio comunale di Monigo, Treviso Widzów: 3 500 Sędzia: Hugh Watkins |
| 6 grudnia 200314:30 | Thinus Delport                                                 | 12:33(12:15) |                                                                                              | Stadio comunale di Monigo, Treviso Widzów: 3 500 Sędzia: Hugh Watkins |

| 6 grudnia 200318:00 | Bourgoin-Jallieu                                     | 17:18(9:9) | Munster              | Stade Pierre Rajon, Bourgoin-Jallieu Widzów: 9 200 Sędzia: Nigel Whitehouse |
| 6 grudnia 200318:00 | Alexandre Peclier 12 (2dg 2K) Sebastien Chabal 5 (P) | 17:18(9:9) | Ronan O’Gara 18 (6K) | Stade Pierre Rajon, Bourgoin-Jallieu Widzów: 9 200 Sędzia: Nigel Whitehouse |

| 13 grudnia 200315:00 | Gloucester | 49:13(9:6) | Bourgoin-Jallieu                                   | Kingsholm Stadium, Gloucester Widzów: 9 492 Sędzia: Alan Lewis |
| 13 grudnia 200315:00 | Adam Eustace 5 (P) Henry Paul 24 (P 5pd 3K) James Simpson-Daniel 10 (2P) Marcel Garvey 5 (P) Terry Fanolua 5 (P) | 49:13(9:6) | Alexandre Peclier 8 (pd 2K) Sebastien Chabal 5 (P) | Kingsholm Stadium, Gloucester Widzów: 9 492 Sędzia: Alan Lewis |

| 13 grudnia 200317:00 | Munster | 51:0(18:0) | Benetton | Thomond Park, Limerick Widzów: 9 000 Sędzia: Rob Dickson |
| 13 grudnia 200317:00 | Anthony Foley 10 (2P) Donncha O’Callaghan 5 (P) Jason Holland 10 (2P) Jeremy Staunton 5 (P) Paul O’Connell 5 (P) Ronan O’Gara 11 (4pd K) Shaun Payne 5 (P) | 51:0(18:0) |          | Thomond Park, Limerick Widzów: 9 000 Sędzia: Rob Dickson |
| 13 grudnia 200317:00 | Alvaro Tejeda | 51:0(18:0) |          | Thomond Park, Limerick Widzów: 9 000 Sędzia: Rob Dickson |

| 10 stycznia 200414:30 | Benetton | 42:33(20:21) | Bourgoin-Jallieu | Stadio comunale di Monigo, Treviso Widzów: 3 320 Sędzia: Gregg Davies |
| 10 stycznia 200414:30 | Brendan Williams 5 (P) Enrico Pavanello 5 (P) Gonzalo Canale 5 (P) Sergio Parisse 5 (P) Stuart Legg 22 (P 4pd 3K) | 42:33(20:21) | Anthony Forest 5 (P) Benjamin Boyet 6 (3pd) Kevin Zhakata 5 (P) Mickaël Bourguignon 5 (P) Mickaël Forest 2 (pd) Pierre Raschi 5 (P) | Stadio comunale di Monigo, Treviso Widzów: 3 320 Sędzia: Gregg Davies |
| 10 stycznia 200414:30 | Sebastien Chabal                                                                                                  | 42:33(20:21) | | Stadio comunale di Monigo, Treviso Widzów: 3 320 Sędzia: Gregg Davies |

| 10 stycznia 200417:00 | Gloucester                                          | 22:11(3:3) | Munster                                  | Kingsholm Stadium, Gloucester Widzów: 11 000 Sędzia: Nigel Williams |
| 10 stycznia 200417:00 | Henry Paul 17 (pd dg 4K) James Simpson-Daniel 5 (P) | 22:11(3:3) | Anthony Horgan 5 (P) Ronan O’Gara 6 (2K) | Kingsholm Stadium, Gloucester Widzów: 11 000 Sędzia: Nigel Williams |
| 10 stycznia 200417:00 | Donncha O’Callaghan                                 | 22:11(3:3) |                                          | Kingsholm Stadium, Gloucester Widzów: 11 000 Sędzia: Nigel Williams |

| 17 stycznia 200417:00 | Munster                                                                                               | 35:14(19:9) | Gloucester                            | Thomond Park, Limerick Widzów: 13 500 Sędzia: Joël Jutge |
| 17 stycznia 200417:00 | Frankie Sheahan 5 (P) Jim Williams 5 (P) John Kelly 5 (P) Marcus Horan 5 (P) Ronan O’Gara 15 (3pd 3K) | 35:14(19:9) | Henry Paul 9 (3K) Jon Goodridge 5 (P) | Thomond Park, Limerick Widzów: 13 500 Sędzia: Joël Jutge |
| 17 stycznia 200417:00 | Chris Fortey · Henry Paul                                                                             | 35:14(19:9) |                                       | Thomond Park, Limerick Widzów: 13 500 Sędzia: Joël Jutge |

| 18 stycznia 200415:00 | Bourgoin-Jallieu                                                                                      | 35:19(23:12) | Benetton                                                                         | Stade Pierre Rajon, Bourgoin-Jallieu Widzów: 4 350 Sędzia: Roy Maybank |
| 18 stycznia 200415:00 | Alexandre Peclier 15 (3pd dg 2K) Kevin Zhakata 5 (P) Mickaël Campeggia 5 (P) Sebastien Chabal 10 (2P) | 35:19(23:12) | Brendan Williams 5 (P) Denis Dallan 5 (P) Franco Smith 5 (P) Stuart Legg 4 (2pd) | Stade Pierre Rajon, Bourgoin-Jallieu Widzów: 4 350 Sędzia: Roy Maybank |

| 24 stycznia 200414:30 | Benetton                                                                           | 20:31(10:12) | Munster | Stadio comunale di Monigo, Treviso Widzów: 5 500 Sędzia: Joël Dumé |
| 24 stycznia 200414:30 | Franco Smith 3 (dg) Scott Palmer 5 (P) Simon Mason 7 (2pd K) Walter Pozzebon 5 (P) | 20:31(10:12) | Anthony Foley 5 (P) James Blaney 5 (P) Jeremy Staunton 5 (P) Jim Williams 5 (P) Mike Mullins 5 (P) Ronan O’Gara 6 (3pd) | Stadio comunale di Monigo, Treviso Widzów: 5 500 Sędzia: Joël Dumé |
| 24 stycznia 200414:30 | Manuel Dallan                                                                      | 20:31(10:12) | | Stadio comunale di Monigo, Treviso Widzów: 5 500 Sędzia: Joël Dumé |

| 24 stycznia 200419:30 | Bourgoin-Jallieu                                                                         | 18:37(5:13) | Gloucester                                                                                  | Stade Pierre Rajon, Bourgoin-Jallieu Widzów: 6 500 Sędzia: Donal Courtney |
| 24 stycznia 200419:30 | Benjamin Boyet 5 (pd K) Christophe Laussucq 3 (dg) Florian Fritz 5 (P) Pascal Papé 5 (P) | 18:37(5:13) | Duncan MacRae 5 (P) Henry Paul 22 (P 4pd 3K) James Simpson-Daniel 5 (P) Marcel Garvey 5 (P) | Stade Pierre Rajon, Bourgoin-Jallieu Widzów: 6 500 Sędzia: Donal Courtney |

| 31 stycznia 200417:00 | Gloucester | 42:11(28:6) | Benetton                               | Kingsholm Stadium, Gloucester Widzów: 10 176 Sędzia: Eric Darriere |
| 31 stycznia 200417:00 | Henry Paul 12 (6pd) James Simpson-Daniel 5 (P) Jon Goodridge 5 (P) Marcel Garvey 5 (P) Peter Buxton 5 (P) Robert Todd 5 (P) | 42:11(28:6) | Darrel Eigner 5 (P) Simon Mason 6 (2K) | Kingsholm Stadium, Gloucester Widzów: 10 176 Sędzia: Eric Darriere |
| 31 stycznia 200417:00 | Rodrigo Roncero | 42:11(28:6) | Salvatore Garozzo                      | Kingsholm Stadium, Gloucester Widzów: 10 176 Sędzia: Eric Darriere |

| 31 stycznia 200417:00 | Munster                                                                           | 26:3(12:3) | Bourgoin-Jallieu        | Thomond Park, Limerick Widzów: 14 000 Sędzia: Tony Spreadbury |
| 31 stycznia 200417:00 | Mike Mullins 5 (P) Paul O’Connell 5 (P) Peter Stringer 5 (P) Ronan O’Gara 6 (3pd) | 26:3(12:3) | Alexandre Peclier 3 (K) | Thomond Park, Limerick Widzów: 14 000 Sędzia: Tony Spreadbury |
| 31 stycznia 200417:00 | Alexandre Peclier · Julien Pierre                                                 | 26:3(12:3) |                         | Thomond Park, Limerick Widzów: 14 000 Sędzia: Tony Spreadbury |

### Grupa F
| 5 grudnia 200319:15 | Celtic Warriors                                                                      | 34:25(21:22) | Calvisano                                                                | Brewery Field, Bridgend Widzów: 2 500 Sędzia: Rob Dickson |
| 5 grudnia 200319:15 | Ceri Sweeney 19 (P 4pd 2K) Dafydd James 5 (P) Gareth Thomas 5 (P) Gareth Wyatt 5 (P) | 34:25(21:22) | Emiliano Mulieri 5 (P) Gerard Fraser 10 (2pd 2K) Massimo Ravazzolo 5 (P) | Brewery Field, Bridgend Widzów: 2 500 Sędzia: Rob Dickson |
| 5 grudnia 200319:15 | Brent Cockbain                                                                       | 34:25(21:22) |                                                                          | Brewery Field, Bridgend Widzów: 2 500 Sędzia: Rob Dickson |

| 7 grudnia 200315:00 | London Wasps                                                  | 28:7(23:0) | Perpignan                                   | Adams Park, High Wycombe Widzów: 8 133 Sędzia: Donal Courtney |
| 7 grudnia 200315:00 | Alex King 13 (2pd 3K) Josh Lewsey 10 (2P) Stuart Abbott 5 (P) | 28:7(23:0) | Frédéric Cermeno 2 (pd) Manny Edmonds 5 (P) | Adams Park, High Wycombe Widzów: 8 133 Sędzia: Donal Courtney |

| 13 grudnia 200314:30 | Calvisano                                                                                                  | 33:52(14:38) | London Wasps                                                                                  | Stadio San Michele, Calvisano Widzów: 2 500 Sędzia: Hugh Watkins |
| 13 grudnia 200314:30 | Andrea De Rossi 5 (P) Apenise Vodo 5 (P) Caine Elisara 5 (P) Gerard Fraser 8 (4pd) Massimo Ravazzolo 5 (P) | 33:52(14:38) | Alex King 17 (7pd K) Joe Worsley 5 (P) Kenny Logan 20 (4P) Shane Roiser 5 (P) Tom Voyce 5 (P) | Stadio San Michele, Calvisano Widzów: 2 500 Sędzia: Hugh Watkins |
| 13 grudnia 200314:30 | Apenise Vodo                                                                                               | 33:52(14:38) | Martin Purdy · Paul Volley                                                                    | Stadio San Michele, Calvisano Widzów: 2 500 Sędzia: Hugh Watkins |

| 13 grudnia 200316:00 | Perpignan | 26:19(14:3) | Celtic Warriors                                               | Stade Aimé Giral, Perpignan Widzów: 8 862 Sędzia: Gregg Davies |
| 13 grudnia 200316:00 | Christophe Porcu 5 (P) David Marty 5 (P) Lionel Mallier 5 (P) Manny Edmonds 6 (3pd) Rimas Alvarez Kairelis 5 (P) | 26:19(14:3) | Ceri Sweeney 8 (pd 2K) Kevin Morgan 5 (P) Neil Jenkins 6 (2K) | Stade Aimé Giral, Perpignan Widzów: 8 862 Sędzia: Gregg Davies |
| 13 grudnia 200316:00 | Christophe Porcu                                                                                                 | 26:19(14:3) |                                                               | Stade Aimé Giral, Perpignan Widzów: 8 862 Sędzia: Gregg Davies |

| 10 stycznia 200419:00 | Perpignan | 48:7(20:7) | Calvisano                                   | Stade Aimé Giral, Perpignan Widzów: 9 174 Sędzia: Nigel Owens |
| 10 stycznia 200419:00 | Christophe Manas 10 (2P) Dan Luger 10 (2P) Frédéric Cermeno 2 (pd) Jerome Fillol 5 (P) Jerome Labat 5 (P) Manny Edmonds 11 (4pd K) Pascal Bomati 5 (P) | 48:7(20:7) | Emiliano Mulieri 5 (P) Gerard Fraser 2 (pd) | Stade Aimé Giral, Perpignan Widzów: 9 174 Sędzia: Nigel Owens |
| 10 stycznia 200419:00 | Franck Tournaire | 48:7(20:7) | Salvatore Perugini                          | Stade Aimé Giral, Perpignan Widzów: 9 174 Sędzia: Nigel Owens |

| 11 stycznia 200415:00 | London Wasps     | 9:14(0:6) | Celtic Warriors                        | Adams Park, High Wycombe Widzów: 7 502 Sędzia: Eric Darriere |
| 11 stycznia 200415:00 | Alex King 9 (3K) | 9:14(0:6) | Aisea Havili 5 (P) Ceri Sweeney 9 (3K) | Adams Park, High Wycombe Widzów: 7 502 Sędzia: Eric Darriere |
| 11 stycznia 200415:00 | Mefin Davies     | 9:14(0:6) |                                        | Adams Park, High Wycombe Widzów: 7 502 Sędzia: Eric Darriere |

| 16 stycznia 200419:15 | Celtic Warriors                        | 12:17(3:14) | London Wasps                               | Brewery Field, Bridgend Widzów: 10 000 Sędzia: Joël Dumé |
| 16 stycznia 200419:15 | Ceri Sweeney 3 (K) Neil Jenkins 9 (3K) | 12:17(3:14) | Alex King 12 (4K) Mark van Gisbergen 5 (P) | Brewery Field, Bridgend Widzów: 10 000 Sędzia: Joël Dumé |
| 16 stycznia 200419:15 | Chris Horsman                          | 12:17(3:14) |                                            | Brewery Field, Bridgend Widzów: 10 000 Sędzia: Joël Dumé |

| 17 stycznia 200414:30 | Calvisano                          | 11:17(6:8) | Perpignan                                | Stadio San Michele, Calvisano Widzów: 2 700 Sędzia: Dave Pearson |
| 17 stycznia 200414:30 | Gerard Fraser 6 (2K)               | 11:17(6:8) | Jerome Labat 5 (P) Manny Edmonds 12 (4K) | Stadio San Michele, Calvisano Widzów: 2 700 Sędzia: Dave Pearson |
| 17 stycznia 200414:30 | Cristiano Zanoletti · Justin Purll | 11:17(6:8) | Colin Gaston                             | Stadio San Michele, Calvisano Widzów: 2 700 Sędzia: Dave Pearson |

| 23 stycznia 200419:15 | Celtic Warriors                   | 16:15(6:12) | Perpignan                 | Brewery Field, Bridgend Widzów: 6 500 Sędzia: Giulio De Santis |
| 23 stycznia 200419:15 | Neil Jenkins 11 (pd 3K)           | 16:15(6:12) | Manny Edmonds 15 (2dg 3K) | Brewery Field, Bridgend Widzów: 6 500 Sędzia: Giulio De Santis |
| 23 stycznia 200419:15 | Bernard Goutta · Frédéric Cermeno | 16:15(6:12) |                           | Brewery Field, Bridgend Widzów: 6 500 Sędzia: Giulio De Santis |

| 25 stycznia 200415:00 | London Wasps                                                                                     | 46:13(24:6) | Calvisano                                      | Adams Park, High Wycombe Widzów: 8 402 Sędzia: Rob Dickson |
| 25 stycznia 200415:00 | Alex King 11 (4pd K) Ayoola Erinle 5 (P) John Rudd 15 (3P) Johnny O’Connor 5 (P) Tim Payne 5 (P) | 46:13(24:6) | Emiliano Mulieri 5 (P) Gerard Fraser 8 (pd 2K) | Adams Park, High Wycombe Widzów: 8 402 Sędzia: Rob Dickson |
| 25 stycznia 200415:00 | Cristiano Zanoletti · Gerard Fraser                                                              | 46:13(24:6) |                                                | Adams Park, High Wycombe Widzów: 8 402 Sędzia: Rob Dickson |

| 1 lutego 200414:00 | Perpignan                | 6:34(6:10) | London Wasps | Stade Aimé Giral, Perpignan Widzów: 13 400 Sędzia: Alan Lewis |
| 1 lutego 200414:00 | Manny Edmonds 6 (2K)     | 6:34(6:10) | Ayoola Erinle 5 (P) Johnny O’Connor 5 (P) Lawrence Dallaglio 5 (P) Mark van Gisbergen 14 (4pd 2K) Tom Voyce 5 (P) | Stade Aimé Giral, Perpignan Widzów: 13 400 Sędzia: Alan Lewis |
| 1 lutego 200414:00 | Joe Worsley · Simon Shaw | 6:34(6:10) | | Stade Aimé Giral, Perpignan Widzów: 13 400 Sędzia: Alan Lewis |

| 1 lutego 200414:00 | Calvisano                                                         | 26:28(10:21) | Celtic Warriors                                                                                     | Stadio San Michele, Calvisano Widzów: 2 300 Sędzia: Roy Maybank |
| 1 lutego 200414:00 | Gerard Fraser 16 (2pd 4K) Nanni Raineri 5 (P) Paolo Vaccari 5 (P) | 26:28(10:21) | Ceri Sweeney 8 (4pd) Deiniol Jones 5 (P) Gareth Cooper 5 (P) Gareth Thomas 5 (P) Gareth Wyatt 5 (P) | Stadio San Michele, Calvisano Widzów: 2 300 Sędzia: Roy Maybank |

## Faza pucharowa
|  |                  |                |                  |                  |    |              |              |          |  |  |       |       |       |
|  | Ćwierćfinał      | Ćwierćfinał    | Ćwierćfinał      |                  |    | Półfinał     | Półfinał     | Półfinał |  |  | Finał | Finał | Finał |
|  | Ćwierćfinał      | Ćwierćfinał    | Ćwierćfinał      |                  |    | Półfinał     | Półfinał     | Półfinał |  |  | Finał | Finał | Finał |
|  | 09 kwietnia 2004 |                |                  |                  |    |              |              |          |  |  |       |       |       |
|  |                  |                |                  |                  |    |              |              |          |  |  |       |       |       |
|  | Scarlets         | Scarlets       | 10               |                  |    |              |              |          |  |  |       |       |       |
|  | Scarlets         | Scarlets       | 10               | 24 kwietnia 2004 |    |              |              |          |  |  |       |       |       |
|  | Biarritz         | Biarritz       | 27               |                  |    |              |              |          |  |  |       |       |       |
|  | Biarritz         | Biarritz       | 27               |                  |    | Tuluza       | Tuluza       | 19       |  |  |       |       |       |
|  | 10 kwietnia 2004 |                |                  |                  |    | Tuluza       | Tuluza       | 19       |  |  |       |       |       |
|  |                  |                | Biarritz         | Biarritz         | 11 |              |              |          |  |  |       |       |       |
|  | Munster          | Munster        | Biarritz         | Biarritz         | 11 | 37           |              |          |  |  |       |       |       |
|  | Munster          | Munster        |                  |                  |    | 37           | 23 maja 2004 |          |  |  |       |       |       |
|  | Stade Français   | Stade Français | 32               |                  |    |              |              |          |  |  |       |       |       |
|  | Stade Français   | Stade Français | 32               |                  |    | London Wasps | London Wasps | 27       |  |  |       |       |       |
|  | 10 kwietnia 2004 |                |                  |                  |    | London Wasps | London Wasps | 27       |  |  |       |       |       |
|  |                  |                | Tuluza           | Tuluza           | 20 |              |              |          |  |  |       |       |       |
|  | Tuluza           | Tuluza         | Tuluza           | Tuluza           | 20 | 36           |              |          |  |  |       |       |       |
|  | Tuluza           | Tuluza         | 25 kwietnia 2004 |                  |    | 36           |              |          |  |  |       |       |       |
|  | Edynburg         | Edynburg       | 10               |                  |    |              |              |          |  |  |       |       |       |
|  | Edynburg         | Edynburg       | 10               |                  |    | Munster      | Munster      | 32       |  |  |       |       |       |
|  | 11 kwietnia 2004 |                |                  |                  |    | Munster      | Munster      | 32       |  |  |       |       |       |
|  |                  |                | London Wasps     | London Wasps     | 37 |              |              |          |  |  |       |       |       |
|  | London Wasps     | London Wasps   | London Wasps     | London Wasps     | 37 | 34           |              |          |  |  |       |       |       |
|  | London Wasps     | London Wasps   |                  |                  |    |              |              |          |  |  |       |       |       |
|  | Gloucester       | Gloucester     | 3                |                  |    |              |              |          |  |  |       |       |       |
|  | Gloucester       | Gloucester     | 3                |                  |    |              |              |          |  |  |       |       |       |

| 9 kwietnia 200419:45 | Scarlets                  | 10:27(3:5) | Biarritz | Stradey Park, Llanelli Widzów: 10 800 Sędzia: Chris White |
| 9 kwietnia 200419:45 | Stephen Jones 10 (P pd K) | 10:27(3:5) | David Couzinet 5 (P) Dimitri Yachvili 4 (2pd) Julien Peyrelongue 3 (dg) Nicolas Brusque 10 (2P) Philippe Bernat-Salles 5 (P) | Stradey Park, Llanelli Widzów: 10 800 Sędzia: Chris White |
| 9 kwietnia 200419:45 | Serge Betsen              | 10:27(3:5) | | Stradey Park, Llanelli Widzów: 10 800 Sędzia: Chris White |

| 10 kwietnia 200417:00 | Munster                                                                                              | 37:32(24:10) | Stade Français | Thomond Park, Limerick Widzów: 13 000 Sędzia: Nigel Williams |
| 10 kwietnia 200417:00 | Marcus Horan 5 (P) Mike Mullins 5 (P) Rob Henderson 5 (P) Ronan O’Gara 17 (4pd 3K) Shaun Payne 5 (P) | 37:32(24:10) | Brian Liebenberg 5 (P) Christophe Moni 5 (P) Diego Domínguez 12 (3pd dg K) Ignacio Corleto 5 (P) Thomas Lombard 5 (P) | Thomond Park, Limerick Widzów: 13 000 Sędzia: Nigel Williams |
| 10 kwietnia 200417:00 | Frankie Sheahan                                                                                      | 37:32(24:10) | Mathieu Blin | Thomond Park, Limerick Widzów: 13 000 Sędzia: Nigel Williams |

| 10 kwietnia 200416:00 | Tuluza | 36:10(10:7) | Edynburg                                     | Stadium Municipal, Tuluza Widzów: 36 500 Sędzia: Alain Rolland |
| 10 kwietnia 200416:00 | Cedric Heymans 3 (K) Christian Labit 5 (P) Clément Poitrenaud 5 (P) Vincent Clerc 5 (P) Yann Delaigue 18 (3pd 4K) | 36:10(10:7) | Brendan Laney 5 (pd K) Marcus di Rollo 5 (P) | Stadium Municipal, Tuluza Widzów: 36 500 Sędzia: Alain Rolland |

| 11 kwietnia 200415:00 | London Wasps                                                                                         | 34:3(19:3) | Gloucester       | Adams Park, High Wycombe Widzów: 10 000 Sędzia: Joël Jutge |
| 11 kwietnia 200415:00 | Alex King 9 (3pd K) Ayoola Erinle 5 (P) Lawrence Dallaglio 5 (P) Rob Howley 5 (P) Trevor Leota 5 (P) | 34:3(19:3) | Henry Paul 3 (K) | Adams Park, High Wycombe Widzów: 10 000 Sędzia: Joël Jutge |

| 24 kwietnia 200416:00 | Tuluza                                         | 19:11(9:3) | Biarritz                                      | Stade Chaban-Delmas, Bordeaux Widzów: 34 000 Sędzia: Tony Spreadbury |
| 24 kwietnia 200416:00 | Isitolo Maka 5 (P) Yann Delaigue 14 (pd dg 3K) | 19:11(9:3) | Dimitri Yachvili 6 (2K) Philippe Bidabe 5 (P) | Stade Chaban-Delmas, Bordeaux Widzów: 34 000 Sędzia: Tony Spreadbury |

| 25 kwietnia 200415:00 | Munster                                                                              | 32:37(15:17) | London Wasps | Lansdowne Road, Dublin Widzów: 49 000 Sędzia: Nigel Williams |
| 25 kwietnia 200415:00 | Anthony Foley 5 (P) Jason Holland 13 (2pd 3K) Jim Williams 5 (P) Ronan O’Gara 9 (3K) | 32:37(15:17) | Alex King 12 (3pd 2K) Josh Lewsey 5 (P) Mark van Gisbergen 5 (P) Paul Volley 5 (P) Tom Voyce 5 (P) Trevor Leota 5 (P) | Lansdowne Road, Dublin Widzów: 49 000 Sędzia: Nigel Williams |
| 25 kwietnia 200415:00 | Donncha O’Callaghan · Rob Henderson                                                  | 32:37(15:17) | Fraser Waters · Joe Worsley                                                                                           | Lansdowne Road, Dublin Widzów: 49 000 Sędzia: Nigel Williams |

| 23 maja 200415:00 | London Wasps                                                          | 27:20(13:11) | Tuluza                                                 | Twickenham Stadium Londyn Widzów: 73 057 Sędzia: Alain Rolland |
| 23 maja 200415:00 | Mark van Gisbergen 17 (P 3pd 2K) Rob Howley 5 (P) Stuart Abbott 5 (P) | 27:20(13:11) | Jean-Baptiste Élissalde 9 (3K) Yann Delaigue 11 (P 2K) | Twickenham Stadium Londyn Widzów: 73 057 Sędzia: Alain Rolland |
| 23 maja 200415:00 | Lawrence Dallaglio                                                    | 27:20(13:11) |                                                        | Twickenham Stadium Londyn Widzów: 73 057 Sędzia: Alain Rolland |